# Episodi di Settimo cielo (seconda stagione)
La seconda stagione della serie televisiva Settimo cielo (7th Heaven), composta da 22 episodi, è stata trasmessa per la prima volta negli Stati Uniti dal 15 settembre 1997 all'11 maggio 1998 sulla rete The WB. In Italia, la stagione è stata trasmessa in prima visione su Canale 5 dal 24 luglio 1998 al 5 agosto 1999. 
| nº | Titolo originale                   | Titolo italiano          | Prima TV USA      | Prima TV Italia |
| -- | ---------------------------------- | ------------------------ | ----------------- | --------------- |
| 1  | Don't Take My Love Away            | Amore indecifrabile      | 15 settembre 1997 | 24 luglio 1998  |
| 2  | See You in September               | Arrivederci a settembre  | 22 settembre 1997 | 25 luglio 1998  |
| 3  | I Love You                         | Lettere d'amore          | 29 settembre 1997 | 27 luglio 1998  |
| 4  | Who Knew?                          | Chi lo sapeva?           | 6 ottobre 1997    | 28 luglio 1998  |
| 5  | Says Who?                          | Questione di credibilità | 13 ottobre 1997   | 29 luglio 1998  |
| 6  | Breaking Up Is Hard to Do          | Problemi di cuore        | 20 ottobre 1997   | 30 luglio 1998  |
| 7  | Girls Just Want to Have Fun        | Compagnie pericolose     | 3 novembre 1997   | 31 luglio 1998  |
| 8  | Do Something                       | Donne in carriera        | 10 novembre 1997  | 1º agosto 1998  |
| 9  | I Hate You                         | La spirale dell'odio     | 17 novembre 1997  | 3 agosto 1998   |
| 10 | Truth or Dare                      | Vizi e virtù             | 24 novembre 1997  | 4 agosto 1998   |
| 11 | Lead, Follow or Get Out of the Way | Seguire o condurre       | 12 gennaio 1998   | 5 agosto 1998   |
| 12 | Rush to Judgment                   | La verità nascosta       | 19 gennaio 1998   | 6 agosto 1998   |
| 13 | Stuck in the Middle with You       | Quale dei due            | 26 gennaio 1998   | 7 agosto 1998   |
| 14 | Red Tape                           | Burocrazia               | 2 febbraio 1998   | 8 agosto 1998   |
| 15 | Homecoming                         | Fuggire non serve        | 9 febbraio 1998   | 10 agosto 1998  |
| 16 | It Takes a Village                 | Serata in famiglia       | 26 febbraio 1998  | 11 agosto 1998  |
| 17 | Nothing Endures But Change         | Tutto cambia             | 2 marzo 1998      | 12 agosto 1998  |
| 18 | My Kinda Guy                       | Studente francese        | 6 aprile 1998     | 14 agosto 1998  |
| 19 | Time to Leave the Nest             | Prendere il volo         | 13 aprile 1998    | 13 agosto 1998  |
| 20 | Like a Harlot                      | Una poco di buono        | 27 aprile 1998    | 3 agosto 1999   |
| 21 | Boyfriends                         | I fidanzati              | 4 maggio 1998     | 4 agosto 1999   |
| 22 | ...And Girlfriends                 | ...e le fidanzate        | 11 maggio 1998    | 5 agosto 1999   |

## Amore indecifrabile
- Titolo originale: Don't Take My Love Away
- Diretto da: Burt Brinckerhoff
- Scritto da: Brenda Hampton

### Trama
Eric ed Annie decidono di rinnovare la loro promessa di matrimonio. Nonostante nessuno dei figli mostri troppo entusiasmo per la decisione dei genitori, Ruthie insiste per poter indossare un abito da sera. Mary vorrebbe togliere le stampelle ma ha paura. Lucy è arrabbiata con Jimmy Moon perché ha iniziato ad uscire con Ashley. Simon cerca sempre di rimandare il suo trasferimento nella stanza nell'attico. Eric aiuta Nora a parlare con l'assassino di suo marito.
- Guest star: Cliff Dorfman (Martin), Andrea Ferrell (Heather Cain), Vien Hong (fattorino), Andrew Keegan (Wilson West), Billy Mayo (custode), Robert Starr (Ted Shields), Leigh Taylor-Young (Nora Chambers), Norman Weiss (Zack)

## Arrivederci a settembre
- Titolo originale: See You in September
- Diretto da: David Semel
- Scritto da: Brenda Hampton & Christopher Bird

### Trama
Il primo giorno di scuola dei figli, Eric ed Annie decidono di trascorrere tutta la giornata insieme. Ruthie a scuola indossa un cappello al contrario non rispettando le regole così viene punita dall'insegnante. Simon viene sospeso il suo primo giorno alle medie perché trovato col coltello che Annie gli aveva dato per tagliare il pollo. Anche Lucy finisce in presidenza perché sorpresa a prendere una pastiglia, in verità era solo un'aspirina datale da Mary. Infine anche Matt si ritrova in presidenza con le sorelle perché beccato con un cercapersone.
- Guest star: Bobby Brewer (Buck), Tony Denman (ragazzo), Michael Franco (Ricky), Nancy Lee Grahn (preside Russell), Mila Kunis (Ashley), Matthew Linville (Jimmy Moon), Peggy Mannix (signora Richardson), Christopher Michael (sergente Michaels), Steve Monroe (Mitch), David Netter (Nigel Hamilton)

## Lettere d'amore
- Titolo originale:  I Love You
- Diretto da: Gabrielle Beaumont
- Scritto da: Brenda Hampton

### Trama
Mary cerca in tutti i modi di farsi dire da Wilson che l'ama ma il ragazzo pensa sia troppo presto. Simon e Ruthie leggono le lettere d'amore che Matt scrive ad Heather ma vengono scoperti. Matt decide così di ingannarli e scrive una lettera per la “Signora Heather Camden”, ma questa viene intercettata da Eric che comincia a sospettare che il figlio si sia sposato di nascosto con Heather. 
- Guest star: Casey Boersma (Wilson 'Billy' West Jr.), Dylan Boersma (Wilson 'Billy' West Jr.), Anita Dangler (nonna di Laurie), Andrew Keegan (Wilson West), Laurie O'Brien (Carol), Molly Orr (Laurie), Meg Wittner (Donna Kane), Wendy Alane Wright (giovane madre)

## Chi lo sapeva?
- Titolo originale: Who Knew?
- Diretto da: Gabrielle Beaumont
- Scritto da: Greg Plageman

### Trama
Eric trova della marijuana in casa e accusa Matt di drogarsi, mentre il ragazzo la stava semplicemente tenendo per un amico. Annie decide di confessare una cosa del suo passato. Simon cerca di insegnare a Ruthie a fare il bucato. Lucy presenta alla famiglia il suo nuovo stile “tutto nero” e il suo nuovo ragazzo, Rod.
- Guest star: Abraham Amedeo (Johnny D.), Toran Caudell (Rod), Andrew Keegan (Wilson West), Jason Waters (Mitch)

## Questione di credibilità
- Titolo originale: Says Who?
- Diretto da: Harvey S. Laidman
- Scritto da: Catherine LePard

### Trama
La signora Bink chiede ad Eric di scoprire la vera ragione per la quale la sua migliore amica, la signora Hinkle, abbia deciso di trasferirsi senza mai averne parlato con lei. Simon e Ruthie provano a persuadere Matt che il bambino si stia accorciando. Lucy vuole a tutti i costi scoprire se Shelby sia bulimica come dicono tutti.
- Guest star: Julie Berman (Shelby Connor), Eileen Brennan (Gladys Bink), Ben Livingston (assistente), Jane Morris (Dana), Peg Phillips (signora Hinkle), Mark L. Taylor (Kevin Hinkle), Bobbie Vargo (agente immobiliare), Jennifer Wallenstein (Melissa)

## Problemi di cuore
- Titolo originale: Breaking Up Is Hard to Do
- Diretto da: Harry Harris
- Scritto da: Brenda Hampton

### Trama
Wilson decide di chiudere con Mary perché stavano diventando troppo intimi. Simon ha per la prima volta una fidanzata ma il giorno dopo la lascia perché è troppo asfissiante. Matt, ricevute notizie da Heather, si reca a Philadelphia. Lucy si lamenta di essere single finché non diventa l'amica del bello della scuola. 
- Guest star: Thomas Crawford (impiegato n°2), Andrea Ferrell (Heather Cain), Michael Franco (Ricky), Ryan Gesell (Mason), Andrew Keegan (Wilson West), Howard Mungo (impiegato n°1), David Netter (Nigel Hamilton), Claudette Nevins (signora Rainy), Alexandra Picatto (Rita), Ray Quartermus (Bum)

## Compagnie pericolose
- Titolo originale: Girls Just Want to HAve Fun
- Diretto da: Joel J. Feigenbaum
- Scritto da: Catherine LePard

### Trama
Simon cerca di aiutare il suo amico Stan, in quanto quest'ultimo gli confessa che la sorella Karen appartiene ad una gang. Lucy comincia a truccarsi e rinnova il guardaroba per poter incontrare dei ragazzi, ma Annie la scopre. Ruthie è molto incuriosita dall'astrologia.
- Guest star: Shiri Appleby (Karen), Lynsey Bartilson (Terri), Nicole Bilderback (Lauren), Zachary Browne (Stanley), H. Richard Greene (Joe), Christine Healy (madre di Stan), Jay Kopita (guardia giurata Jim), Adrian Ricard (Joan)

## Donne in carriera
- Titolo originale: Do Something
- Diretto da: Tony Mordente
- Scritto da: Naomi Janzen

### Trama
Matt decide di aiutare un ragazzo che sta per morire, Steve, sebbene Eric non sia d'accordo. Mary e Lucy spingono Annie a diventare proprietaria di una pasticceria. Ma il lavoro si presenta troppo pesante per la donna. Ruthie insegna l'arte del vendere a Simon durante la vendita delle cartoline d'auguri.
- Guest star: Vincent Berry (Steve), Garrett M. Brown (Emory), Joe Costanza (fattorino), Jesse Dizon (Joe), Ron Fassler (David Friel), Ann Gillespie (Nell), Robert Gossett (dottore), Don Perry (Ed), Ally Wolfe (infermiera)

## La spirale dell'odio
- Titolo originale: I Hate You
- Diretto da: Burt Brinckerhoff
- Scritto da: Brenda Hampton & Eleah Horwitz

### Trama
Simon chiede alla signora Kerjesk di raccontare come ha vissuto l'Olocausto. Lucy e Mary decidono di unirsi ancora di più così cominciano ad odiare la nuova ragazza di Matt senza motivo, ferendo però i sentimenti del fratello. Ruthie dice di odiare Annie perché le ha pulito i muri su cui aveva disegnato e la donna ci rimane molto male.
- Guest star: Rita Zohar (Charlotte Kerjesz), Ashley Tesoro (Joanne), Carlos Amezcua (tizio), Alison Martin (insegnante), Liz Nicole Abrams (Rosalyn), Jameson Baltes (Larry), Jerry Lambert (signor Murphy), Meghan Murphy (Gwen)

## Vizi e virtù
- Titolo originale: Truth or Dare
- Diretto da: Lee Sheldon
- Scritto da: Brenda Hampton & Eleah Horwitz

### Trama
Mary convince Matt a farla uscire col suo amico Brian nonostante lui non abbia nessun interesse nei confronti della ragazza. Le cose però vanno bene anche se alcune verità fanno poi capovolgere la situazione. Lucy viene invitata dalle ragazze popolari della scuola ad una festa, ma queste hanno un secondo fine. Simon insegna a Ruthie a nuotare ed Eric si mette a dieta perché si vede grasso.
- Guest star: Jason Behr (Brian Heaz), Julie Berman (Shelby Connor), Mila Kunis (Ashley), Jennifer Mickelson (Jenny), Gigi Moran (bagnino), Camille Winbush (Lynn Hamilton)

## Seguire o condurre
- Titolo originale: Lead, Follow or Get Out of the Way
- Diretto da: Harvey S. Laidman
- Scritto da: Greg Plageman

### Trama
Il Colonnello fa visita a casa Camden quando viene a sapere che ci sono dei problemi. Mary è invidiosa della nuova compagna di basket, Ruthie cerca di copiare Simon nell'essere un mago e Lucy prende un brutto voto in storia. Eric è però troppo intento a scrivere il sermone che sarà ripreso dalla tv per capire che ci sono dei problemi.
- Guest star: Michelle Boles (Linda), Yunoka Doyle (Cheryl), Alexandra Glazer (Diane Butler), Peter Graves (John 'il colonnello' Camden), Morgan Kibby (Christine), Chauncey Leopardi (amico di Todd), Paul Satterfield (coach Koper), Carrie Stauber (signora Fischer), Diana Tanaka (infermiera), Jeremy Torgerson (Todd)

## La verità nascosta
- Titolo originale: Rush to Judgment
- Diretto da: Neema Barnette
- Scritto da: Christopher Bird

### Trama
Il denaro della chiesa è scomparso ma Eric e Annie cercano di non far ricadere la colpa sul tesoriere. Pensando che il coach di Mary abbia idee strane riguardo alla squadra, Lucy e Matt cercano di allontanare la sorella dal gruppo. E infatti.. La nuova passione di Simon è il golf… guai in arrivo!
- Guest star: Neill Barry (Louis Dalton Jr.), Sandy Freeman (Alice Dalton), Alan Fudge (Lou Dalton), Nancy Lee Grahn (preside Russell), Ernestine Mercer (vecchia signora), Steve Monroe (Kevin), Paul Satterfield (coach Koper)

## Quale dei due
- Titolo originale: Stuck in the Middle with You
- Diretto da: Harry Harris
- Scritto da: Brenda Hampton

### Trama
Lucy deve scegliere tra Rod e Jimmy Moon. Mentre Lucy decide, la famiglia Camden scommette sulla sua scelta. Eric ed Annie si trovano in disaccordo nell'aiutare una coppia appena sposata. Annie si infuria quando suo padre si presenta senza Ginger.
- Guest star: Dwier Brown (Kevin), Toran Caudell (Rod), Adrienne Corcoran (Katie), Maya Goodwin (Bonnie), Graham Jarvis (Charles Jackson), Virginya Keehne (Patty), Matthew Linville (Jimmy Moon), Nigel Thatch (Michael)

## Burocrazia
- Titolo originale: Red Tape
- Diretto da: Les Sheldon
- Scritto da: Brenda Hampton

### Trama
Eric aiuta una madre single di nome Harriet e suo figlio Clarence a dimostrare di non essere responsabile dei debiti dell'ex fidanzato. Annie si confronta con i figli riguardo alla buona educazione al ristorante, ma i ragazzi non prendono seriamente i rimproveri della madre. Matt litiga con Mary e Lucy riguardo ad un articolo sul giornalino scolastico.
- Guest star: Shay Bennett (infermiera), Gary LeRoi Gray (Clarence Fields), Nils Larsen (Leonard), Carolyn Lawrence (centralinista), Keith MacKechnie (dottor Peterson), Shelley Robertson (Harriet Fields), George C. Simms (Jim), Wylie Small (proprietaria del negozio), Kenneth Tigar (signor Smith)

## Fuggire non serve
- Titolo originale: Homecoming
- Diretto da: David Plenn
- Scritto da: Catherine LePard

### Trama
Mary si comporta male rendendosi antipatica all'interno della squadra di basket. Eric si lamenta che Mary non parli con lui. Lucy è eccitata all'idea che la sua migliore amica Suzanne venga a farle visita fino a che non scopre che la ragazza è scappata di casa. Impaurito dalla sua maestra di scienze, la signorina Hunter, Simon perde fiducia nelle sue abilità e fa di tutto per non completare un progetto. Ruthie è spaventata per la sua prima gita temendo di potersi perdere e non trovare più il gruppo.
- Guest star: Rachel Crane (Suzanne Sanders), Adam Dior (Nick), Yunoka Doyle (Cheryl), Patricia Forte (consulente di Simon), Alexandra Glazer (Diane Butler), Johnny Green (Richard), Hudson Leick (signorina Hunter), Brynn Thayer (Pam), Alicia Leigh Willis (Corey Conway), Victor A. Haddox (guardia del museo)

## Serata in famiglia
- Titolo originale: It Takes a Village
- Diretto da: Burt Brinckerhoff
- Scritto da: Sue Tenney

### Trama
Quando Eric aiuta il suo amico, il reverendo Morgan Hamilton, a incontrare segretamente Kevin, l'ex-marito di sua moglie, i due rimangono scioccati nello scoprire che Kevin è paralizzato. Mentre copre la figlia degli Hamilton, Keesha, Lucy si ritrova ad un doppio appuntamento. Annie e Patricia intanto portano al cinema Ruthie e Lynn che si litigano le attenzioni del nuovo supplente dell’asilo. Mary, all'insaputa di Lucy, ha un appuntamento con un compagno di classe della sorella. Matt e John vanno in un bar non adatto ai minorenni mentre Nigel e Simon sono invitati alla festa di una compagna di scuola.
- Guest star: Cerita Monet Bickelmann (Nina), Jordan Brower (Scott), Olivia Brown (Patricia Hamilton), Zaron Burnett (ragazzo), Dorian Harewood (rev. Morgan Hamilton), John Hayden (signor Cummings), Marla Kapit (bigliettaia), Andrew Keegan (Wilson West), Meghan Murphy (Jessica), David Netter (Nigel Hamilton)

## Tutto cambia
- Titolo originale: Nothing Endures But Change
- Diretto da: Stephen Collins
- Scritto da: Heather Conkie

### Trama
Lucy viene invitata a mangiare una pizza con la sua compagna di classe Sarah e sua sorella; rimane scioccata quando le due hanno un incidente stradale. Sarah muore mentre la sorella è in ospedale. Tutta la famiglia Camden sostiene e aiuta Lucy che si incolpa della morte della ragazza. Mary fa da baby-sitter a Billy, il figlio del suo ex-ragazzo Wilson. Matt si trasferisce nell'attico e Simon ha così una nuova stanza. 
- Guest star: Annie Barker (giovane donna n°1), Casey Boersma (Wilson 'Billy' West Jr.), Dylan Boersma (Wilson 'Billy' West Jr.), Kate Randolph Burns (signora Foster), David Q. Combs (signor Foster), Susan Mackin (consulente), Tracy Masonis (giovane donna n°2), Christopher Michael (sergente Michaels), Kayla Murphy (Sarah), Kente Scott (giovane uomo n°1), Kaylan Romero (giovane uomo n°2), Marla Sokoloff (Jen)

## Studente francese
- Titolo originale: My Kinda Guy
- Diretto da: Joseph B. Wallenstein
- Scritto da: Greg Plagement

### Trama
Eric accetta di ospitare uno studente francese, Guy, per uno scambio culturale ma solo Ruthie sa che il ragazzo è un poco di buono. Mary e Lucy sono attratte da quel ragazzo che si dimostra gentile e romantico. Simon e Ruthie dopo aver provato a fumare le sigarette di Guy si sentono male, mentre il ragazzo ruba un appuntamento a Matt. Quando Eric e Annie scoprono sul portatile di Guy delle mail e delle chat room, cominciano ad amoreggiare attraverso internet.
- Guest star: Mark Bramhall (Martin), Michael Cunio (Guy), Alice Kushida (mamma), Joannah Portman (Michelle), Steven Roy (tizio), Garron Tsushima (fratello n°1), Marcus Toji (fratello n°2)

## Prendere il volo
- Titolo originale: Time to Leave the Nest
- Diretto da: Tony Mordente
- Scritto da: Stephanie Simpson

### Trama
Eric cerca di scoprire qualcosa di più su Sara James, una bambina che Simon ha portato a casa perché si era persa. Eric prova ad aiutare lei e suo padre alcolista, Joe James. Matt prende in considerazione l'idea di iscriversi al college ma dice di aver bisogno di più privacy. Intanto tra Mary e Lucy le cose peggiorano sempre più a causa della convivenza in una stanza unica.
- Guest star: Caitlin Alderton (Sarah James), Kirk Baily (Joe James), K Callan (nonna James), Christopher Michael (sergente Michaels), Christie Lynn Smith (Molly), Ally Wolfe (infermiera)

## Una poco di buono
- Titolo originale: Like a Harlot
- Diretto da: Joel J. Feigenbaum
- Scritto da: Sue Tenney

### Trama
Eric chiede a Matt di portare al ballo di fine anno la figlia di un suo amico, ma egli non è al corrente che la ragazza fosse stata una prostituta. La ex-ragazza di Eric gli manda dei biglietti di uno spettacolo televisivo per Ruthie. Simon si sente a disagio dopo che a scuola ha visto un film intitolato I fatti della vita, mentre Ruthie scopre la verità sul suo eroe. Mary e Lucy hanno una specie di appuntamento al buio.
- Guest star: Dawn Jeffory (Debbie Miller), William Francis McGuire (John Gannon), Jonathan Patterson (Kyle), Joshua Patterson (Casey), Sheeri Rappaport (Connie Gannon)

## I fidanzati
- Titolo originale: Boyfriends
- Diretto da: Burt Brinckerhoff
- Scritto da: Brenda Hampton

### Trama
Mary e Wilson decidono di tornare insieme ma Annie è preoccupata perché a suo parere Wilson e Billy sono un po' troppo spesso a casa loro. Matt scopre Wilson e Mary mentre stanno dormendo insieme nel letto della ragazza e si arrabbia moltissimo. Lucy è preoccupata dal fatto che Jimmy Moon e Rod lavorino ad un progetto scolastico con Eric. Matt non sa come dire ai genitori che ha trovato un lavoro estivo a Washington. Eric e Annie vogliono mandare i figli ad un campo estivo nella settimana in cui Matt deve fare gli esami del college. Mary però prima di poterci andare deve fare una visita medica e.. Simon è deciso a far partecipare Happy ad una pubblicità così comincia ad addestrarlo. Ma dopo che Happy ottiene la parte, i padroni del cane si presentano a casa Camden per riportarlo a casa.
- Guest star: Casey Boersma (Wilson 'Billy' West Jr.), Dylan Boersma (Wilson 'Billy' West Jr.), Toran Caudell (Rod), Anne Flanagan (donna), Hunter Garner (Kenny), Andrew Keegan (Wilson West), Kyle Kraska (annunciatore TV), Matthew Linville (Jimmy Moon), Marjorie Lovett (signora Arnold), Leslie Lunceford (ragazza)

## ...e le fidanzate
- Titolo originale: ...And Girlfriends
- Diretto da: Burt Brinckerhoff
- Scritto da: Catherine Le Pard

### Trama
Eric e Annie sono sconcertati dal fatto che Mary potrebbe essere incinta dopo aver parlato con il suo dottore al telefono. Matt annuncia che sta per partire per Washington, ma quando scopre che ha ottenuto quel lavoro grazie a suo nonno, è indeciso sul da farsi. Simon e Ruthie sono tristi perché è tornato il padrone di Happy per riportarla a casa, ma tutta la famiglia fa del suo meglio per riportarla a casa Camden. Il padre di Annie, Charles, e Ginger fanno una falsa promessa per scoraggiare Eric e Annie a riportare a casa Happy. Alla fine dell'episodio Eric e Annie ricevono una grande notizia... 
- Guest star: Casey Boersma (Wilson 'Billy' West Jr.), Dylan Boersma (Wilson 'Billy' West Jr.), Toran Caudell (Rod), Beverly Garland (Ginger Jackson), Hunter Garner (Kenny), Peter Graves (John 'il colonnello' Camden), Graham Jarvis (Charles Jackson), Andrew Keegan (Wilson West), Matthew Linville (Jimmy Moon)